# Doménica Azuero
Pour les articles homonymes, voir Azuero.
Doménica Michelle Azuero Gonzalez, née le 22 mars 1996, est une coureuse cycliste équatorienne, spécialiste du BMX. 

## Palmarès en BMX

### Jeux olympiques
- Tokyo 2020
  - Éliminée en quarts de finale du BMX

### Championnats du monde
- Auckland 2013
  - 4e du BMX juniors
- Rotterdam 2014
  -  Championne du monde de BMX juniors
  -  Médaillée d'argent du contre-la-montre en BMX juniors
- Zolder 2015
  - 9e du BMX

### Coupe du monde
- 2013 : 20e du classement général
- 2014 : 41e du classement général
- 2015 : 35e du classement général
- 2016 : 37e du classement général
- 2017 : 33e du classement général
- 2018 : 34e du classement général
- 2019 : 19e du classement général
- 2020 : 36e du classement général
- 2021 : 39e du classement général

### Jeux panaméricains
- Toronto 2015
  -  Médaillée d'argent du BMX

### Championnats panaméricains
- Santiago del Estero 2013
  -  Championne panaméricaine du BMX juniors
- Lima 2014
  -  Championne panaméricaine du BMX juniors
- Medellin 2018
  -  Médaillée d'argent du BMX
- Americana 2019
  -  Médaillée de bronze du BMX
- Chillán 2025
  -  Médaillée d'argent du BMX

### Jeux sud-américains
- Cochabamba 2018
  -  Médaillée d'or du BMX

### Jeux bolivariens
- Santa Marta 2017
  -  Médaillée d'argent du BMX
  -  Médaillée d'argent du contre-la-montre en BMX
- Valledupar 2022
  -  Médaillée d'argent du contre-la-montre en BMX